# Maison Joseph-Dagenais

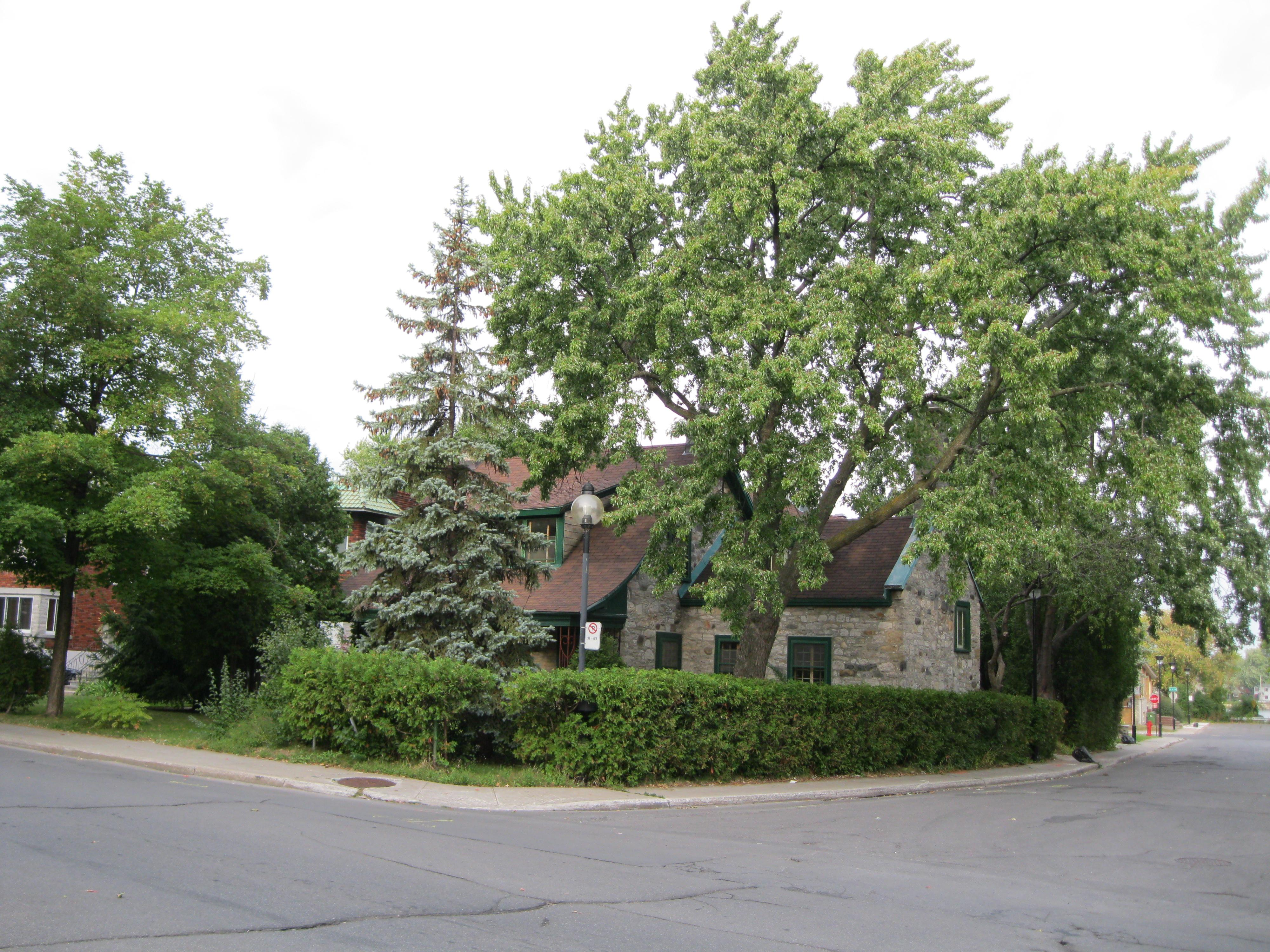
La maison Joseph-Dagenais dans ses arbres

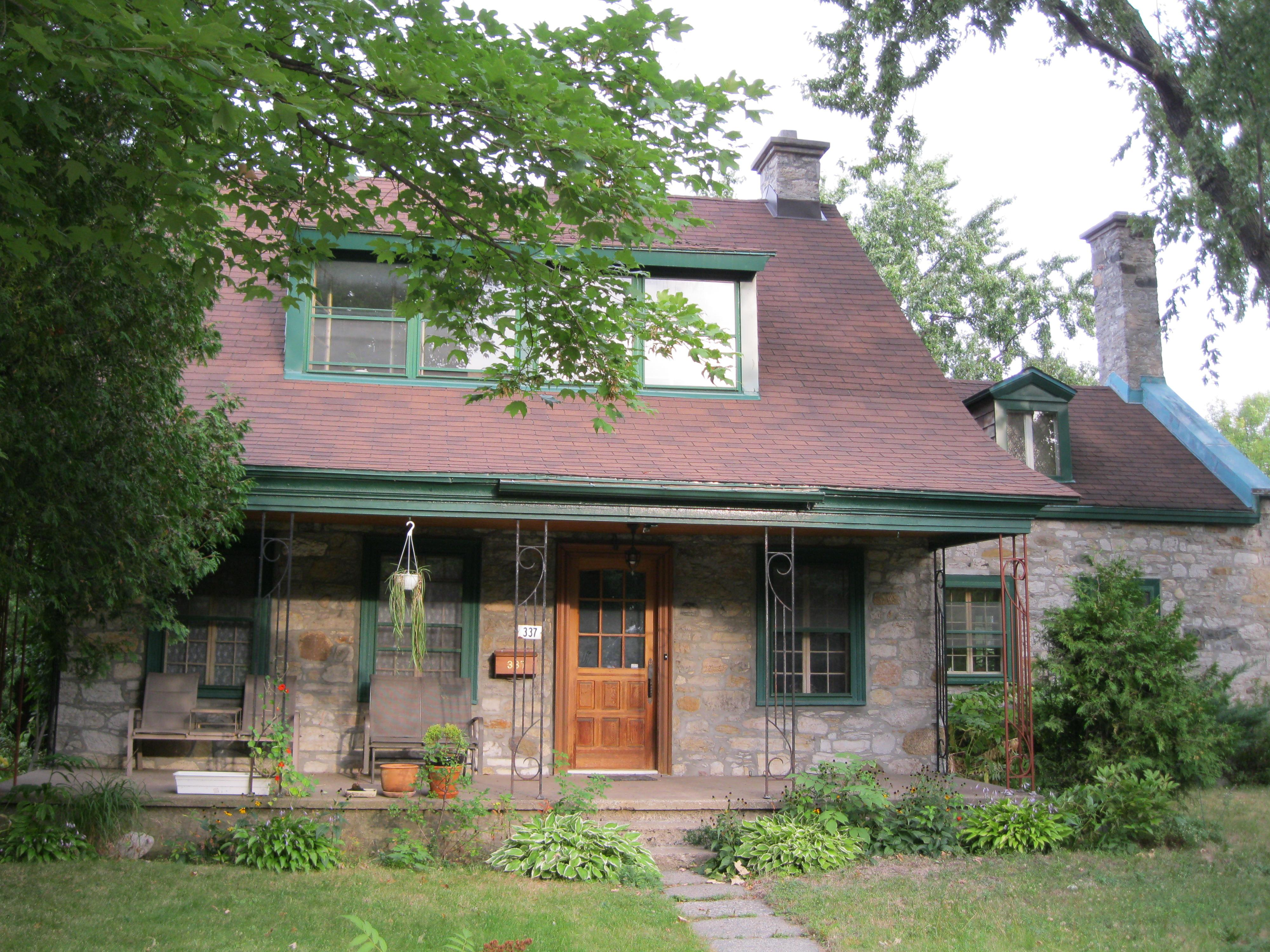
Façade

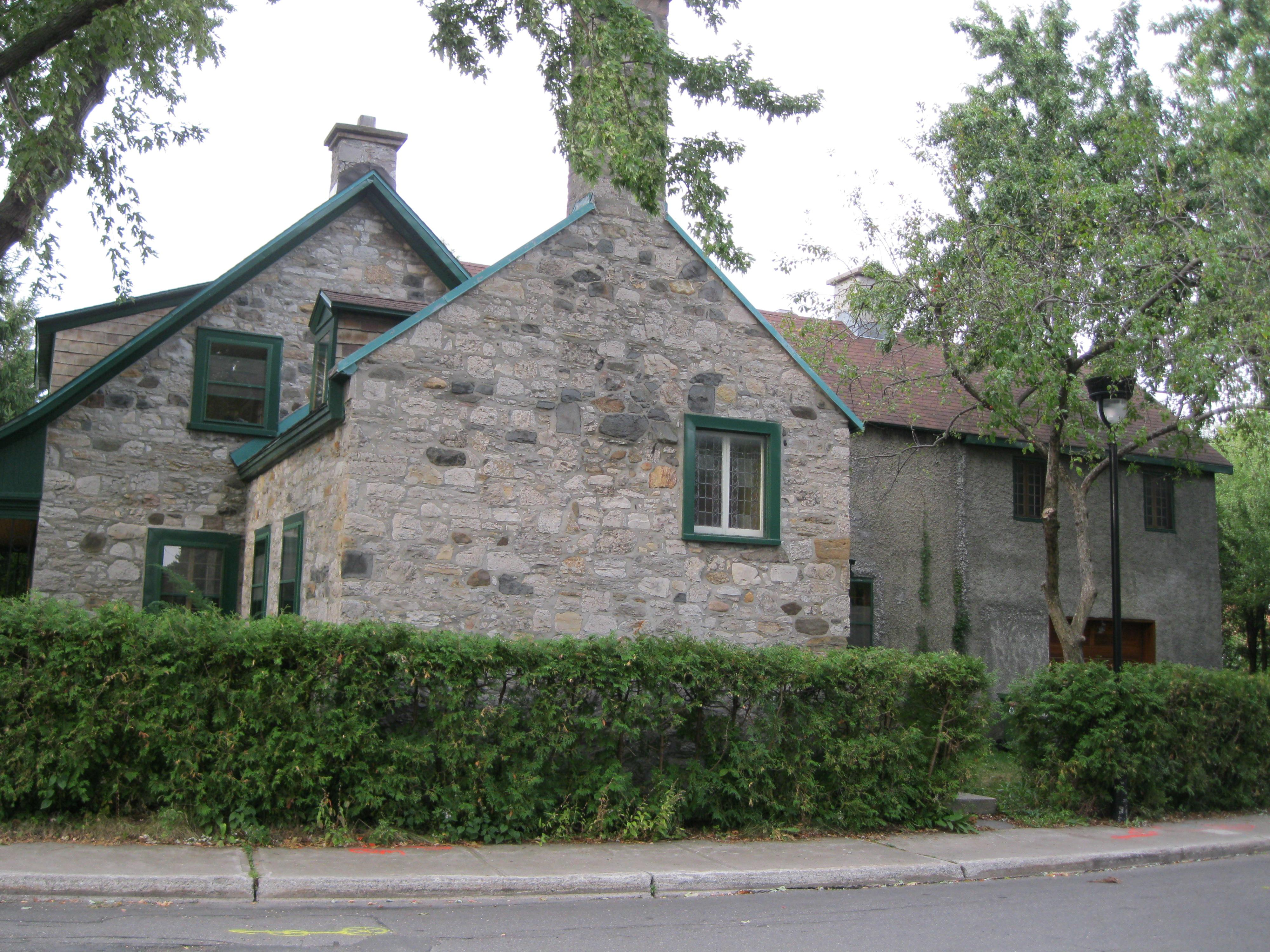
Du côté de la rue Saint-Denis

La maison Joseph-Dagenais est une maison particulière montréalaise qui, en dépit de nombreuses transformations, affiche encore les caractéristiques d'une maison en pierre traditionnelle du Sault-au-Récollet et de Rivière-des-Prairies des années 1820.

## Une maison traditionnelle québécoise
Au croisement du boulevard Gouin et de la rue Saint-Denis, dans le quartier Ahuntsic de Montréal, cette maison en pierre a été construite par Joseph Dagenais aux environs de 1825,, après qu'il eut acquis la terre en 1820. Le contrat stipule alors qu'elle est sans bâtiment. Lorsqu'il la revend à P. Léonard en 1841, l'acte de vente mentionne « une maison en pierre, grange et autres bâtiments ».
La maison patrimoniale est constituée d'un carré en pierre, et d'une cuisine d'été attenante au sud-est. Trois foyers fermés assuraient le chauffage dans chaque pièce du rez-de-chaussée: la cuisine, la salle principale et la cuisine d'été. Les fenêtres à la française à petits carreaux, avec des volets, procurent un faible éclairage. À l'étage, deux chambres bénéficient d'un meilleur éclairage par une grande lucarne rampante. Les murs en pierre ont 3 pieds d'épaisseur. Une galerie sur la partie sud, protège l'entrée du dimanche des intempéries.
L'extension au nord réunit la maison ancienne, avec le numéro civique 337 boulevard Gouin Est, et un bâtiment plus récent ayant eu auparavant le numéro civique 10910 sur la rue Saint-Denis.

## Liste des transformations
| Année     | Construction                                                                |
| --------- | --------------------------------------------------------------------------- |
| Vers 1825 | Construction par Joseph Dagenais. Superficie du bâtiment historique: 95 m2. |
| 1912      | Construction de deux annexes. Superficie totale: 400 m2.                    |
| 1954      | Rénovations intérieures.                                                    |
| 1982      | Construction d'un étage au-dessus du garage. Architecte André Couture.      |